# Накнада плате
Право на накнаду плате се остварује умјесто плате у случајевима када радник одсуствује са рада. Случајеви када радник има право да одсуствује са рада и остварује право на накнаду плате таксативно се прописују Законом о раду и свим осталим прописима који третирају ову област (правилници, уговори акти и др.) и којима се стварају и регулишу међусобна права и обавезе по основу рада запосленог.
Разлика између плате и накнаде плате је у томе што се плата остварује искључиво радом док се накнада плате остварује без рада, у случајевима који су одређени законом или другим аутономним актом. Најкраће речено, радник може без рада остварити накнаду плате, ако за то постоји правни основ:
- период кориштења годишњег одмора - пуни или сразмјерни годишњи одмор којем раднику припада за сваку календарску годину у времену од 20 радних дана и додатни дани годишњег одомора на које радник има право у складу са Законом: „Дужина годишњег одмора утврђује се тако што се законски минимум од 20 радних дана увећава по основу доприноса на раду, услова рада, радног искуства, стручне спреме запосленог и других критеријума утврђених општим актом или уговором о раду."[1],
- државне празнике (који су утврђени Законом о државним и другим празницима[2],
- у случају склапања брака, порођаја супруге, теже болести члана уже породице и у другим случајевима утврђеним општим актом и уговором о раду, али не дуже од укупно 7 дана,
- добровољно давање крви,
- привремене спријечености за рад због повреде на раду или професионалне болести,
- за вријеме прекида рада због пропуста послодавца да преузме одговарајуће мјере заштите на раду.